# 林克明
林克明（1901年—1999年），广东东莞石龙镇人，祖籍增城，中国建筑家、建筑教育家，现代岭南建筑学派的创始人之一。1932年创办了南方高等学校第一个建筑系勷勤大學建築系（华南理工大学建筑系前身）。林克明被公認為中國現代建築的先驅和偉大的城市設計家，为岭南建筑教育的现代主义特色奠定了基础，在中国近现代建筑发展史上有相当重要的影响。

## 家族
曾祖父林福成遷東莞石灣（現歸屬博羅縣）經營小生意，後轉至石龍鎮西祿元，開林榮昌藤鋪，生子林玉生、林潤金。林玉生生兩子林傑臣（林克明父親），林星池（生其堂哥林直勉）。

## 生平
1901年出生於廣東東莞，家族從商，早年家庭对子女管范宽松。
1908年，在香港读私塾，后入圣士提反英文书院。
1913年入读广东高等师范附属中学。1918年，进入廣東高等師範學校英语系就读，二年级选读法语。
1920年跟隨勤工儉學運動潮流赴法留學，先在中法大学修读法语一年。1922年6月24日被里昂中法大學錄取。首先攻讀中國哲學，並準備撰寫關於孔子的論文。然而，在里昂美術專科學校接觸到建築學之後，他毅然放棄哲學專業，開始專心到里昂建築工程學院進修建築學。
之後林克明到巴黎一家建築師事務所實習了6個月，1926年冬天回國，任汕头市工务科科长负责道路工程及城市规划。

### 轉廣州後經歷
1928年冬到广州，转任广州市工务局设计科技士（建筑师），并担任广州市立第二职业学校的兼职教师。
1929年任广东省立工业专门学校兼职教授。
1930年在广州结婚，同年受聘为广州中山纪念堂建设工程顾问。
1932年创办广东省立襄勤大学建筑系，并任教授兼系主任。
1933年辞去广州市工务局公职，成立林克明建筑设计事务所。中日戰爭時期，先后辗转云浮、广西、云南、越南等地。
1945年任中山大学工学院建筑系教授。

### 共和國後
1949年中共建政後，林克明在市城市規劃局期間參與修復海珠橋、建土特產展覽館、建工人新村後，朱光有意調動林去市建築工程局當副局長，林拒絕。後再被調動兼任設計處（即廣州市設計院前身。當時為市建工局屬下部門，由工建會、衛建會的工程師組成）處長，同時留任城市建設規劃委員會副主任。
此後先后在黄埔建筑管理局、广州市市政建设计划委员会、市建筑工程局、市城市规划委员会等部门负责技术领导工作。
1952年至1959年任广州市设计院院长、总工程师。1953年出任中国建筑学会常务理事、副理事长，主持维修广州中山纪念堂。1954年当选第一届全国人民代表大会代表。1957年正式加入中国共产党。1958年广州市建工局开班建筑工程学校，任第一任校长。
文革期間受到衝擊，被下放到“牛棚”进行再改造。林家男丁都被迫進入干校，除要检讨，又要开大会批判、游街。當時廣州市市委集中了10部大卡车在全河南河北游街，林與陶铸、林西、焦林义等政府高官同坐第一輛車，批鬥者宣稱林是林西的走狗，並用又重又大的木板，寫上当权派林克明打倒加一个大叉，再用细铁丝挂在林的頸部，造成損傷。
1979年受聘为华南理工大学建筑系教授，组建成立华工建筑设计研究院并任院长，1982年开始任广州市设计院顾问。

## 作品

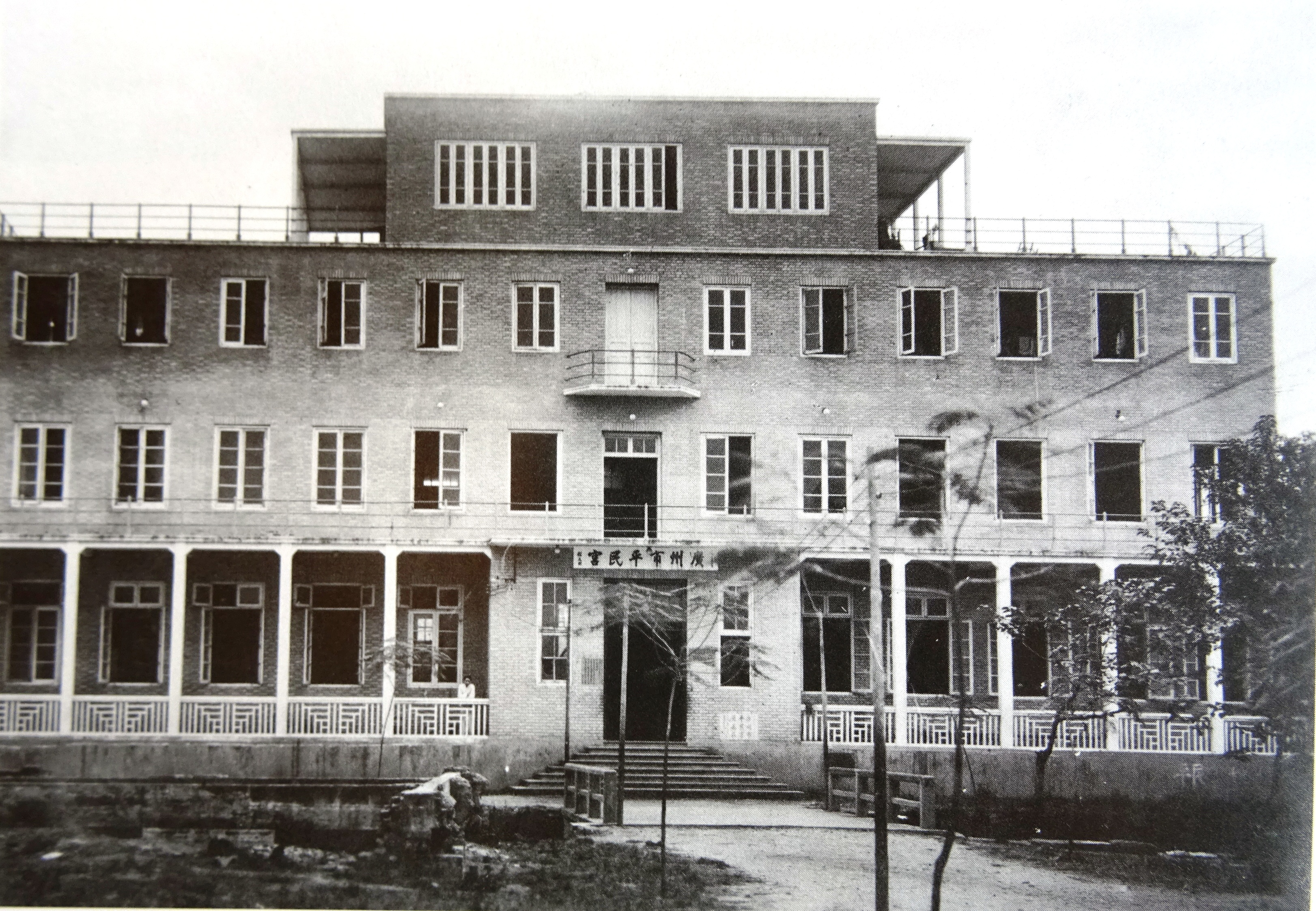
1931年建成的大南路平民宮，為工薪階層提供集體宿舍，現由燈飾城使用且改動較多。

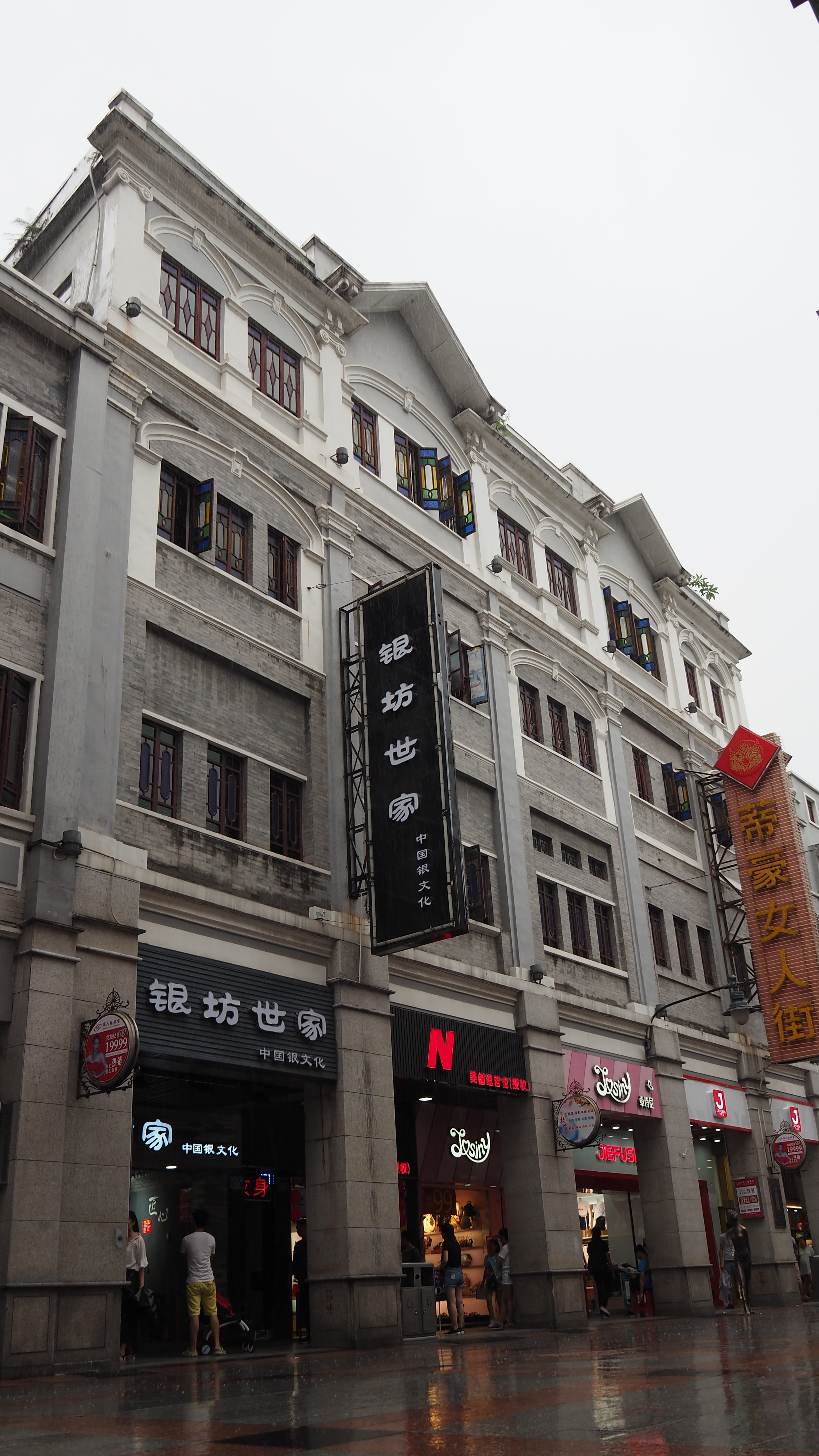
下九路天喜堂。

林克明回国后第一个作品是现在荔湾区下九路24~32号(双号)的中药老字号天喜堂旧址（秀丽楼），属于典型的民国时期广东商住混合骑楼建筑。任职汕头市工务科期间，于1927年规划了汕头市的街区，并设计了汕头市的中山公园。
而北京人民大会堂、广州中山纪念堂这两座最为人熟知，其余作品有广州体育馆、原广州市立中山图书馆（现广东省立中山图书馆文德路分馆）（1928年）、广州市政府合署（现广州市人民政府1号楼）（1929年）、大南路平民宮（1929年）、广州市立第二中学教学楼（现广州市第一中学初中部）（1929年）、黄花岗七十二烈士墓西门牌坊（1932年）、中山大學石牌校舍（1933~1934年）、广东科学馆、广州交易会展馆（海珠广场馆、流花馆）、广州火车站、羊城宾馆（东方宾馆）等。而已被清拆的有越秀宾馆、大德电影院、新星电影院、东乐戏院、金声电影院(只剩立面)、海珠广场谊园等。

### 勞工住宅建設
林克明在陳濟棠時代就參與設計平民宮，在工務局擔任設計技士，積累一定的組織方法和實踐策略，在共和國後成為廣州第一個工人新村的主要技術制訂者，借鑒了過往的平民住宅建設經驗。
時朱光指示成立“工建會”（工人住宅建設委員會），以主持興建新的工人住宅區。林此時供職廣州城市規劃局，其通過實地勘查巡視，選出10個全都靠近工廠的位置用於住宅區佈建。林還和鄧懇專門到天津考察過當地工人新村的建設後，根據廣州的實際情況，訂出每戶25平方的標準，同時借鑒天津的經驗，決定也以平房為主興建工人住宅新村，隨即開工建設，很快就落成入夥第一批工人住宅區。

### 著作
著有《城市规划概论》、《现代建筑思潮》、《建筑设计原理》等。

## 故居
现门牌越秀北路394号的二层洋楼建筑，由林克明本人亲自设计的，于1935年建成，是广州第一个有防空洞的私人住宅。故居是清水红砖墙，结合淡黄色意大利批荡。该建筑共二层，平顶设计，属于现代主义建筑风格。1945年光复后林克明还设计过越秀北路398号和400号两栋建筑，当时是简易平房。
共和国时，394号被解放军占有，林克明住在400号平房。20世纪70年代，林克明改建400号，一直住到1999年去世。林克明去世后，398号、400号被征收。而394号保留至今，围墙被拆，花园不存，但建筑本体保留完好；后于2023年6月20日改建为林克明旧居陈列馆，向公众免费开放。